# منتخب إيران لكرة القاعدة

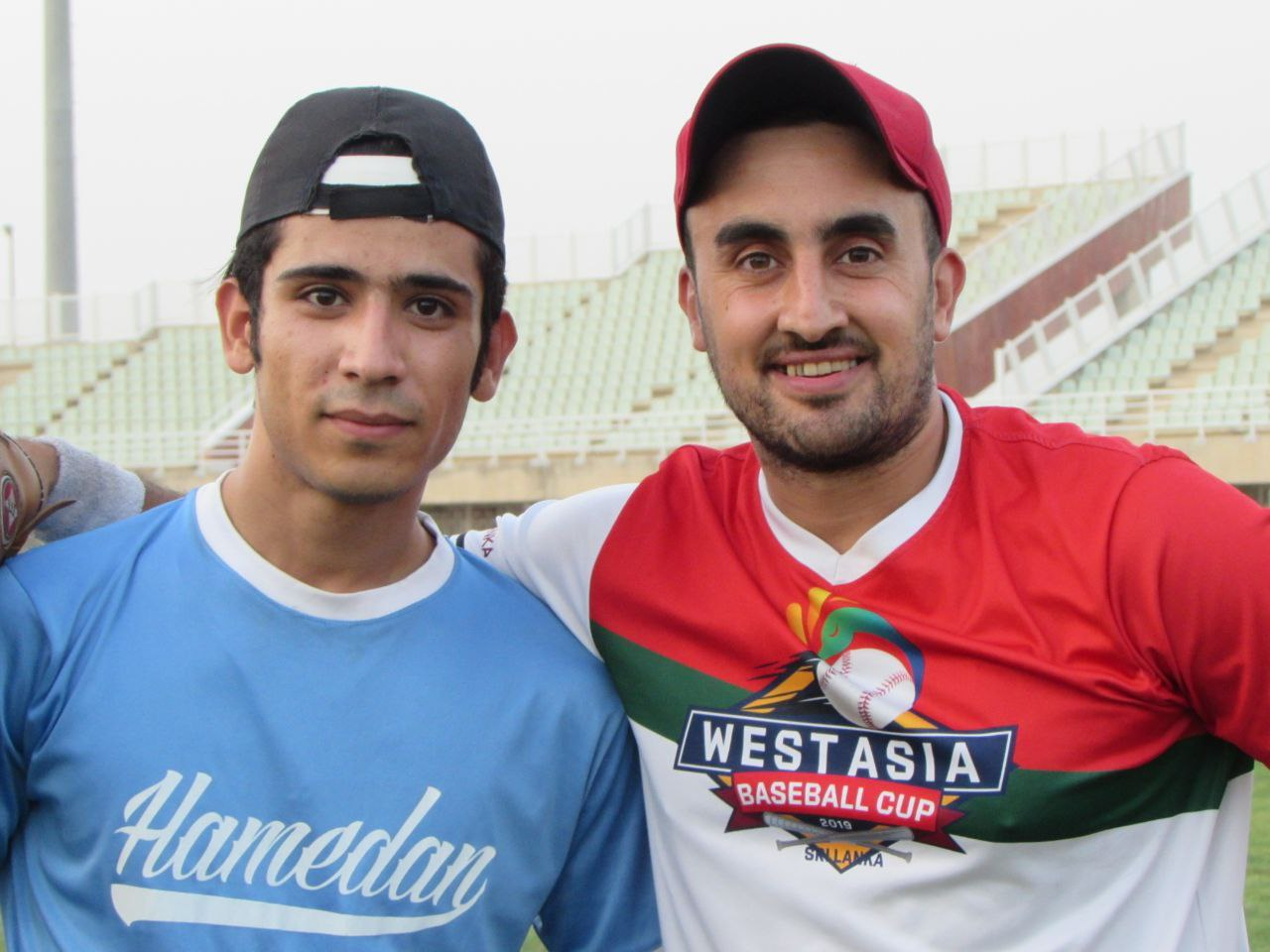
بهنام قاسمي و ابطين من الفريق الوطني للبيسبول

منتخب إيران الوطني لكرة القاعدة هو الفريق الذي يمثل إيران في المنافسات الدولية لرياضة كرة القاعدة يعتبر من أحد منتخبات القارة الآسيوية في هذه الرياضة.